# برج کلن
برج کلن (آلمانی: KölnTurm) ساختمان اداری تجاری ۴۴ طبقه مستقر در شهر کلن، آلمان است، که پروژه ساخت آن در سال ۱۹۹۹ آغاز شد و در سال ۲۰۰۱ به بهره‌برداری رسید.